# Enstatit
Enstatit je magnezijev končni člen niza piroksenskih silikatnih mineralov enstatit (MgSiO3) – ferosilit (FeSiO3). Z magnezijem bogati pripadniki niza trdne raztopine so minerali, ki tvorijo  magmatske in metamorfne kamnine. Vmesna sestava, (Mg,Fe)SiO3, se je v preteklosti imenovala hipersten in se kasneje preimenovala v ortopiroksen. Ko se petrografsko ali kemično ugotovi njegova sestava oziroma relativni delež enstatita (En) in ferosilita (Fs), se ortopiroksen običajno zapiše na primer kot En80Fs20.

## Polimorfi in različki
Večina naravnih kristalov je ortorombskih (prostorska skupina P bca), čeprav so znani trije polimorfi. Visokotemperaturna in nizkotlačna polimorfa sta protoenstantit in protoferosilit, ki sta tudi ortorombska (prostorska skupina P bcn), medtem ko sta nizkotemperaturna polimorfa klinoenstatit in klinoferosilit monoklinska (prostorska skupina  P 21/c).
Prepereli enstatit z majhno vsebnostjo železa ima bronast podkovinski lesk. Imenuje se bronzit, čeprav bi se moral pravilneje imenovati prepereli enstatit. 
Bronzit in hipersten sta bila znana dolgo pred enstatitom, katerega je prvi opisal Gustav Adolf Kenngott leta 1855.
Smaragdno zelen različek enstantita se imenuje kromov enstatit in se obdeluje kot drag kamen. Zeleno barvo mu dajejo sledovi kroma, od koder tudi njegovo ime. V preteklosti so kot drag kamen uporabljali tudi bronzit.

## Prepoznavanje
Enstantit in drugi ortorombski pirokseni se razlikujejo od monoklinskih po optičnih lastnostih, na primer po ekstinkciji, šibkejši dvolomnosti in močnejšem pleohroizmu. Poleg tega imajo prizmatičen razkol, ki je popoln v dveh smereh pod kotom 90º. Enstatit je bele, sive, zelenkaste ali rjave barve, ima trdoto 5-6 ih specifično težo 3,2-3,3.

## Nahajališča
Posamezni kristali so redki, pirokseni pa so osnovno gradivo različnih magmatskih in metamorfnih kamnin.  Magnezijevi ortopirokseni se pojavljajo v intruzivnih kamninah kot sta gabro (norit) in diorit. Tvori lahko tudi majhne idiomorfne fenokristale in zrna v osnovni masi vulkanskih kamnin kot so bazalt, andezit in dacit.
Enstatit s približno sestavo En90Fs10 je osnovni mineral v tipičnih peridotitih in piroksenitih v Zemljinem plašču. Ksenoliti peridotita so pogosti v kimberlitu in nekaterih bazaltih. Merjenja vsebnosti kalcija, aluminija in kroma v enstatitih iz teh ksenolitov so bila ključna za rekonstruiranje globin, v katerih so nastali ksenoliti v  dvigajočih se magmah.
Ortopiroksen je pomembna sestavina nekaterih metamorfnih kamnin, na primer granulita. Ortopiroksen s skoraj čistim enstatitom se pojavlja v nekaterih metamorfiranih serpentinitih. Velike kristale, dolge do 30 cm in v večinoma preperele v lojevec,  so odkrili leta 1874 v  apatitnih žilah, ki so tekle skozi sljudne in rogovaške skrilavce v rudniku apatita Kjörrestad v južni Norveški.
Enstatit je pogost mineral tako v kamnitih kot železnih meteoritih, vključno s tistim, ki je padel v Potůčkyh v Češkem rudogorju. V nekaterih meteoritih tvori skupaj z olivinom večino meteoritove mase. Pojavlja se lahko v obliki majhnih kroglic – hondrul, ki imajo žarkasto notranjo strukturo.

## Enstatit v vesolju
Enstatit je eden od nekaj silikatnih mineralov, ki so jih v kristalni obliki odkrili izven Osončja, predvsem okrog razvijajočih se zvezd in planetarnih nebul, kot je NGC 6302. Zanj se domneva, da je eno od najstarejših stanj v tvorjenju kristaliničnih silikatov v vesolju.  